# Rubus atrichantherus
Rubus atrichantherus är en rosväxtart som beskrevs av Ernst Ludwig Krause. Enligt Catalogue of Life ingår Rubus atrichantherus i släktet rubusar och familjen rosväxter, men enligt Dyntaxa är tillhörigheten istället släktet rubusar och familjen rosväxter. Arten har ej påträffats i Sverige.

## Underarter
Arten delas in i följande underarter:
- R. a. microphyllus
- R. a. vestitior